# Giuseppe Ottaviani
Giuseppe Ottaviani (Viterbo, Italia, 12 de noviembre de 1978) es un DJ y productor italiano que produce música trance.

## Biografía
Giuseppe Ottaviani se convirtió en DJ en 1995. Tras el proyecto de música "NU NRG", en el que trabajó junto a Andrea Ribeca. Desde 2005 está trabajando solo . La mayoría de sus canciones son lanzadas por la discográfica "VANDIT Records", también Linking People, Through Your Eyes y No More Alone con los vocales de Stephen Pickup.
Giuseppe Ottaviani ha trabajado con el DJ y productor Paul van Dyk en dos canciones del álbum In Between, que son Far Away y La Dolce Vita.
Giuseppe Ottaviani empezó a lanzar canciones en la discográfica "Vandit Records", de Paul Van Dyk, in 2001. Su educación musical comenzó a la edad de 4 años en Viterbo, una pequeña ciudad italiana cerca de Roma, cuando comenzó a tocar el piano.

## Discografía

### Singles (solo)
- 2005 - "Linking People"
- 2006 - "Through Your Eyes / Clambake"
- 2006 - "Until Monday" (with Marc van Linden)
- 2007 - "Beyond Your Thoughts" (with Santiago Nino)
- 2008 - "Far Away" (with Paul van Dyk)
- 2008 - "No More Alone" (with Stephen Pickup)
- 2009 - "Fallen" (with Faith)
- 2009 - "Our Dimension" (with John O'Callaghan)
- 2009 - "Angel" (with Faith)
- 2010 - "Ready" (with Walsh and McAuley & Emma Lock)
- 2010 - "Danceology / Lightwaves"
- 2012 - "Toys" (with Betsie Larkin)
- 2012 - "Lost for Words' (feat. Amba Shepherd)
- 2012 - "Falcons" (with Solarstone)
- 2013 - 'Earthbeat"
- 2013 - "Love Will Bring It All Around" (featuring Eric Lumiere)
- 2013 - "Magenta" (with Ferry Corsten)
- 2013 - "Gave Me" (with Seri)
- 2013 - "Cold Flame"
- 2013 - 'Waterpark"
- 2013 - "Feel the Music"
- 2013 - "In This Together" (with Alana Aldea)
- 2013 - "Heal This Empty Heart" (with Alana Aldea)
- 2014 - "I Am Your Shadow" (with Audiocells and Shannon Hurley)
- 2014 - "Passion"
- 2014 - "Waiting on Someday" (with Vitamin B)
- 2014 - "Liverpool"
- 2015 - "Lean on Me"
- 2015 - "No One Like You"
- 2015 - "Encore (The Anthem)"
- 2016 - "Brightheart" (with Christian Burns)
- 2016 - "Aurora"
- 2017 - "Loneliest Night" (with Tricia McTeague)
- 2017 - "Countdown"
- 2017 - "Firefly" (with Kyler England)
- 2017 - "Home" (with Jennifer Rene)
- 2017 - "Lumina"
- 2017 - "Legacy"
- 2018 - "Till The Sunrise"
- 2018 - "Jakarta"
- 2018 - "On The Way You Go" (featuring Thea Riley)
- 2018 - "Slow Emotion 3"
- 2018 - "Space Unicorn" (featuring Hypaton)
- 2018 - "Why" (featuring Clara Yates)
- 2019: "Carbon Paper"
- 2019: "Keep Your Dreams Alive"
- 2019: "Panama"
- 2019: "Tranceland"
- 2019: "8K"
- 2019: "Colours"
- 2019: "Empty World"
- 2019: "Time Shift"
- 2019: "Another Dimmension" (con Driftmoon)
- 2019: "Synergy" (con Factor B)
- 2019: "Moscow River"
- 2020: "Time To Play"
- 2020: "Only A Heartbeat Away"
- 2020: "Slow Emotion 4"
- 2020: "I Believe"
- 2020: "Till We Meet Again"
- 2020: "Not One Goodbye"
- 2020: "Morpheus"
- 2020: "Explorer"
- 2020: "Spellbound"
- 2021: "Glowing In The Dark"
- 2021: "Classmate"
- 2021: "Magico" (con Armin van Buuren)
- 2021: "Resonate"
- 2021: "Beautiful" (con Cari)
- 2021: "Be The Angel"

### Álbumes
- 2009 - GO!
- 2011 - GO-ON-AIR
- 2013 - Magenta
- 2016 - Alma
- 2019 - Evolver

### Remixes
- 2006 - Woody van Eyden featuring Jimmy H. - "Y68"
- 2006 - John O'Callaghan and Bryan Kearney - "Exactly"
- 2006 - Mr. Groove and Vergas - "Just the Way I Like It"
- 2006 - Lawrence Palmer - "Streamline"
- 2006 - Greg Downey - "Vivid Intent"
- 2007 - Thomas Bronzwaer - "Close Horizon"
- 2007 - Dave202* - "Inside Outside"
- 2007 - Yoav - "Beautiful Lie"
- 2008 - Shadowrider - "Blue Horizon"
- 2008 - Jose Amnesia - "Follow Me"
- 2008 - Marc Marberg with Kyau & Albert - "Neo Love"
- 2008 - André Visior and Kay Stone - "Something for Your Mind"
- 2008 - Andy Hunter featuring Mark Underdown - "Stars"
- 2009 - Paul van Dyk featuring Johnny McDaid - "We Are One"
- 2009 - John O'Callaghan featuring Lo-Fi Sugar - "Never Fade Away"
- 2009 - Tom Colontonio - "Mercury Retrograde"
- 2009 - Activa - "Rise Above / Get On with It"
- 2009 - Talla 2XLC vs. Robert Burian - "Déjà Vu"
- 2009 - Fabio XB and Andrea Mazza - "Light to Lies"
- 2009 - Filo & Peri featuring Eric Lumiere - "Soul and the Sun"
- 2009 - Dave 202 - "Pictures In My Mind"
- 2009 - Stoneface & Terminal - "Blue Print"
- 2009 - Andrea Mazza & Gabriel Cage - "Das Boot"
- 2010 - Sly One vs. Jurrane - "Everything to Me"
- 2010 - System F - "Out of the Blue 2010"
- 2010 - Orla Feeney - "Lesson Learned"
- 2010 - Francis Davilla - "Let's Go Out"
- 2010 - Chris Metcalfe - "Outback"
- 2011 - Solid Globe - "North Pole"
- 2011 - Gareth Emery - "Sanctuary"
- 2011 - Hannah & Miami Calling - "Taking Over Now"
- 2011 - Aly & Fila - "Rosaires"
- 2011 - Paul Webster - "Circus"
- 2011 - Armin van Buuren feat. VanVelzen - "Take Me Where I Wanna Go"
- 2011 - NU NRG - "Butterfly (GO 2011 Mix)"
- 2011 - Giuseppe Ottaviani - "Linking People (2011 Mix)"
- 2011 - Marcos - "Cosmic String (GO 2011 Mix)"
- 2011 - Castaneda - "Floor Control (GO 2011 Mix)"
- 2011 - John O'Callaghan and Giuseppe Ottaviani - "Ride the Wave (GO Mix)"
- 2011 - Eddi Bitar - "Beirut"
- 2011 - Andrea Mazza & Max Denoise - "State Of Soul"
- 2011 - Greame Pollock - "Omni"
- 2011 - Chris Schweizer - "343"
- 2011 - Italian Mafia - "Dream"
- 2012 - Paul van Dyk feat. Plumb - "I Don't Deserve You"
- 2012 - Paul van Dyk featuring Adam Young - "Eternity"
- 2012 - Solarstone and Giuseppe Ottaviani - "Falcons (On Air Mix)"
- 2013 - Armin van Buuren featuring Trevor Guthrie - "This Is What It Feels Like"
- 2013 - Giuseppe Ottaviani and Eric Lumiere - "Love Will Bring It All Around (On Air Mix)"
- 2013 - Giuseppe Ottaviani and Ferry Corsten - "Magenta (On Earth Mix)"
- 2013 - Bobina with Ana Criado - "For Who I Am"
- 2013 - John O'Callaghan feat. Erica Curran - "I Believe"
- 2013 - Dash Berlin & Alexander Popov feat.  Jonathan Mendelsohn - "Steal Your Way"
- 2013 - Solarstone feat. Lemon - "Lovers"
- 2014 - Winkee - "Awakening"
- 2015 - Sean Mathews - "Paradise"
- 2015 - Paul van Dyk feat. Tricia McTeague - "In Your Arms"
- 2015 - Paul van Dyk feat. Sue McLaren - "Lights"
- 2015 - Digital Dreamerz - "Perception"
- 2016 - Gareth Emery - "I Could Be Stronger (But Only for You)"
- Sean Tyas - "Reach Out"
- 2016 - APD - "Inscribe"
- 2016 - Armin van Buuren feat. Lyrica Anderson - "Gotta Be Love"
- 2017 - Solarstone feat. Meredith Call - "I Found You"
- 2017 - First State feat. Sarah Howells - "Reverie"
- 2017 - Solarstone & Indecent Noise – "Querencia"
- 2017 - Rafael Osmo - "Renaissance"
- 2018 - Markus Schulz - "Safe From Harm"
- 2018 - Aly & Fila and Sue McLaren - "Surrender"

## Ranking 101 Producers
| Productor          | 2016 | 2017 | 2018 | 2019 | 2020 | 2021 | 2022 | 2023 |
| ------------------ | ---- | ---- | ---- | ---- | ---- | ---- | ---- | ---- |
| Giuseppe Ottaviani | 40°  | 28°  | 20°  | 16°  | 15°  | 24°  | 78°  | 37°  |

## Ranking TrancePodium
| DJ                 | 2012 | 2013 | 2014 | 2015 | 2016 | 2017 | 2018 | 2019 | 2020 | 2021 |
| ------------------ | ---- | ---- | ---- | ---- | ---- | ---- | ---- | ---- | ---- | ---- |
| Giuseppe Ottaviani | 24°  | 11°  | 21°  | 10°  | 8°   | 15°  | 6°   | 4°   | 4°   | 2°   |

## Premios
- 2006 – Trance Award for Best Live Act
- 2007 – Trance Award for Best Live Act